# Frigorífico Mataboi
O Frigorífico Mataboi foi fundado em 1949 por Nicolau Dorazio e seus filhos Hugo Calos Dorazio e Hermogênio Dorazio, e atualmente é a empresa mais tradicional no abate de bovinos para fornecimento de carnes para o Brasil e de equinos para exportação para a Europa, onde a carne de cavalo é apreciada.
Hoje possui unidades frigoríficas em:
- Araguari: inaugurada em 1949, capacidade de 1200 animais por dia.
- Rondonópolis: inaugurada em 2007, capacidade de 750 animais por dia.
- Araçatuba: inaugurada em 2008, capacidade de 750 animais por dia.[2]

- Santa Fé de Goiás: inaugurada em 2009, capacidade de 800 animais por dia.
- Três Lagoas: inaugurada em 2010.

Possui habilitações para os exportar para os principais mercados mundiais, entre eles:
- Comunidade Europeia
- Halal
- Kosher
- Chile